# Karim Marrakchi
Pour les articles homonymes, voir Marrakchi.
Karim Marrakchi, né en 1959, est un artiste peintre et architecte marocain.

## Biographie
Karim Marrakchi est né en 1959, il vit et travaille à Casablanca depuis 1963. Il rentre à l'école primaire Georges-Bizet en 1964, et fréquente le lycée Lyautey pour ses études secondaires. 
En 1979, il obtient son baccalauréat en sciences expérimentales et décide d'étudier l'anglais et de voyager aux États-Unis pendant deux années, notamment à Boston, Washington et New York. 
De 1982 à 1988, il étudie l'architecture à l'École spéciale d'architecture de Paris. Malgré son investissement pour l'architecture, il suit les cours d'arts plastiques avec le professeur Henri Martin. 
Plusieurs professeurs à l'école lui conseillent de quitter l'architecture et de se consacrer pleinement à la peinture[réf. nécessaire] Malgré les conseils de ses professeurs, Marrakchi n'abandonne pas ses études d'architecture[Interprétation personnelle ?], mais il suit en parallèle l'atelier de Paul Virilio .
En 1988, il obtient son diplôme d'architecture, et rentre au Maroc en 1990 pour exercer son métier d'architecte et réaliser plusieurs projets, notamment écoles et bureaux. De retour au Maroc en 1990, il exerce son métier d’architecte à Casablanca, réalisant aussi bien des immeubles qui marquent la ville et installent dans le paysage urbain son souci de concilier l’évolution des modes de vie des Casablancais avec l’héritage art déco dans lequel il inscrit subtilement ses projets immobiliers. Il participe également à de vastes opérations de relogement dans le cadre du programme lancé en 2001 par l’état marocain : Villes sans bidonvilles.  

Parallèlement à ses projets immobiliers, il travaille depuis l'année 2002 sur plusieurs thèmes plastiques de la peinture. Mais depuis 2009, il se consacre essentiellement à la peinture.[Interprétation personnelle ?]
En 2011, il décide d'exposer son travail pour la première fois au regard du grand public. Il expose en 2011 à la galerie Chaibia à El Jadida, en  2012 à la galerie Mohamed Drissi, Ministère de la culture, Tanger, en 2012, en 2013 à la galerie noir sur blanc, Marrakech, en 2013, galerie Thuiller, Paris, France, en 2016 à la villa Karim Marrakchi, Casablanca, Maroc[réf. nécessaire],

## Tableaux non localisés
- Solitude, 2011
- La Chienne mante religieuse
- Monsieur le chat
- La Chatte brûlante, 2012
- Renaissance
- Joie à Walidia, 2011

## Expositions
- 2013, Galerie Thuillier, Paris : Jubilations chromatiques [4]

- 2018/2020, Dharra[5], Marrakech : Métamorphose d’une architecture en œuvre plastique, une plongée sensorielle et immersive dans la poétique de l’artiste

## Critiques
- Aziz Tnifass : « Les tableaux de Karim Marrakchi, à les regarder attentivement, sont d'une construction persévérante. La gourmandise de couleurs est servie sous contrôle, celui de l'architecte, qu'il est. »[3],[2]
- Faten Safieddine : « Toutes les œuvres révèlent le regard, acerbe et tendre à la fois, que porte l'artiste sur ses propres expériences intimes, son entourage, ou la société casablancaise. Chaque détail y a son importance et son histoire. Rien n'est fruit du hasard, ni dans les paysages ni dans les scènes les plus abstraites. »[6].